# Бобков, Сергей Филиппович
Сергей Филиппович Бобко́в (род. 13 августа 1948, Москва) — советский и российский поэт.

## Биография
Родился 13 августа 1948 года в Москве. Отец — генерал армии Филипп Бобков, начальник 5-го Управления КГБ СССР.
Окончил филологический факультет МГУ имени М. В. Ломоносова и аспирантуру при том же факультете. Участник VI Всесоюзного совещания молодых писателей и Всесоюзных фестивалей молодых поэтов. Член Союза писателей СССР. В 1981 году поэт был избран президентом советско-болгарского клуба творческой интеллигенции. Член СП СССР.
В 1982 году — член редколлегии журнала «Молодая гвардия». В 1985 году С. Ф. Бобков работал при Союзе писателей секретарём по иностранным делам.
Стихи Сергея Бобкова публиковался в журналах «Новый мир», «Юность», «Смена», в «Литературной газете» и других изданиях, переводились на английский, польский, чешский, болгарский языки.

## Награды и премии
- премия Ленинского комсомола (1983) — за книгу стихов «Судьба» (1982)
- Государственная премия РСФСР имени братьев Васильевых (1986) — за сценарий телефильма

## Книги Сергея Бобкова
- Бобков С. Ф. Имя действия. Стихотворения. — М.: Хабаровское книжное издательство, 1988. — 302 с.
- Бобков С. Ф. Вера Хлебникова. Живопись. Графика. — М.: Советский художник, 1987. — 184 с.
- Бобков С. Ф. Сегодня или никогда. Стихотворения. — М.: Молодая гвардия, 1987. — 192 с.
- Бобков С. Ф. Хождение за три времени. Стихотворения. — М.: Современник, 1983. — 143 с.
- Бобков С. Ф. Судьба. Стихотворения. — М.: Молодая гвардия, 1982. — 112 с.
- Бобков С. Ф. Возгласы. — М.: Молодая гвардия, 1977. — 32 с. (Молодые голоса)